# SCP: Secret Laboratory

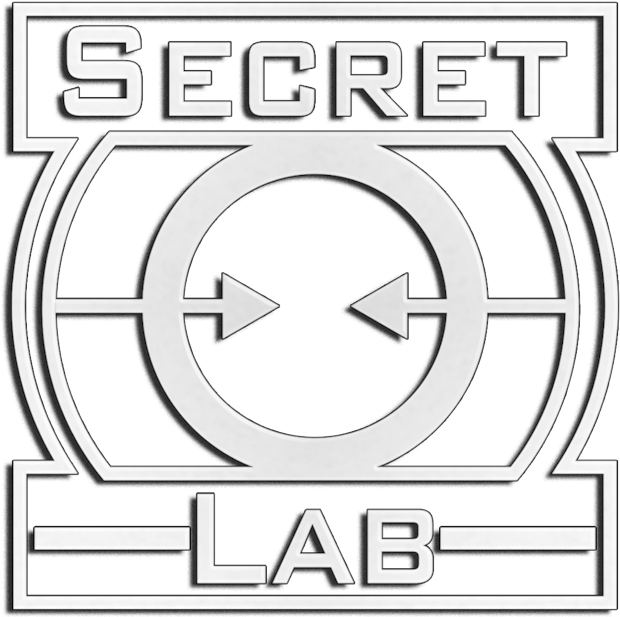

SCP: Secret Laboratory(SCP 비밀의 연구소)는 Steam에 출시한 호러 게임이다. 원작 SCP - Containment Breach와 다르게 멀티 플레이가 가능하며 이 게임은 혼돈의 반란, 기동특무부대, 과학자, D계급 인원, SCP, 시설 경비 등을 플레이하며 각자의 목표에 따라 진행하는 게임이다.

## 같이 보기
- SCP 재단
- SCP - Containment Breach
- SCP 재단의 세계관